# 耶律陈留
耶律陈留（？—1077年），辽朝大臣，系出季父房。父亲耶律高家。兄长耶律挞不也。
大康三年（1077年），耶律挞不也授北院宣徽使。耶律乙辛谋害太子耶律濬，耶律陈留和耶律挞不也想要杀死耶律乙辛及蕭得裏特、萧十三等。耶律乙辛令人诬陷害耶律陈留参与废立之事。六月初七乙酉，辽道宗杀耶律挞不也及其弟陈留。六月初八丙戌，废皇太子为庶人。一说陈留是萧挞不也之弟，应为萧陈留。萧陈留是萧孝友的另一个名字。